# Mimudea epiphoenicealis
Mimudea epiphoenicealis là một loài bướm đêm trong họ Crambidae.